# Städtische Fremdsprachenuniversität Kōbe
Koordinaten: 34° 40′ 48″ N, 135° 3′ 38,4″ O

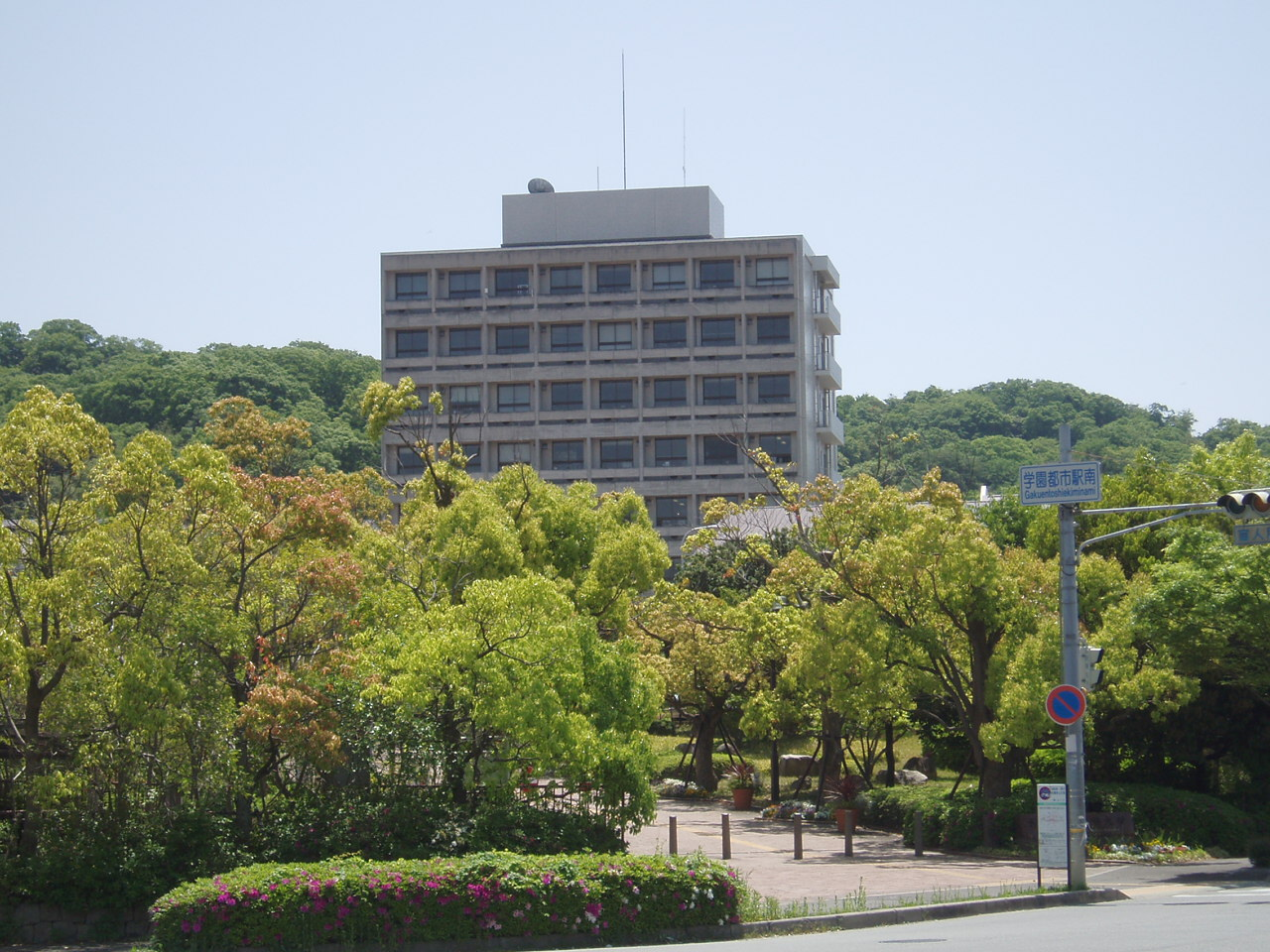
Eingang (2008)

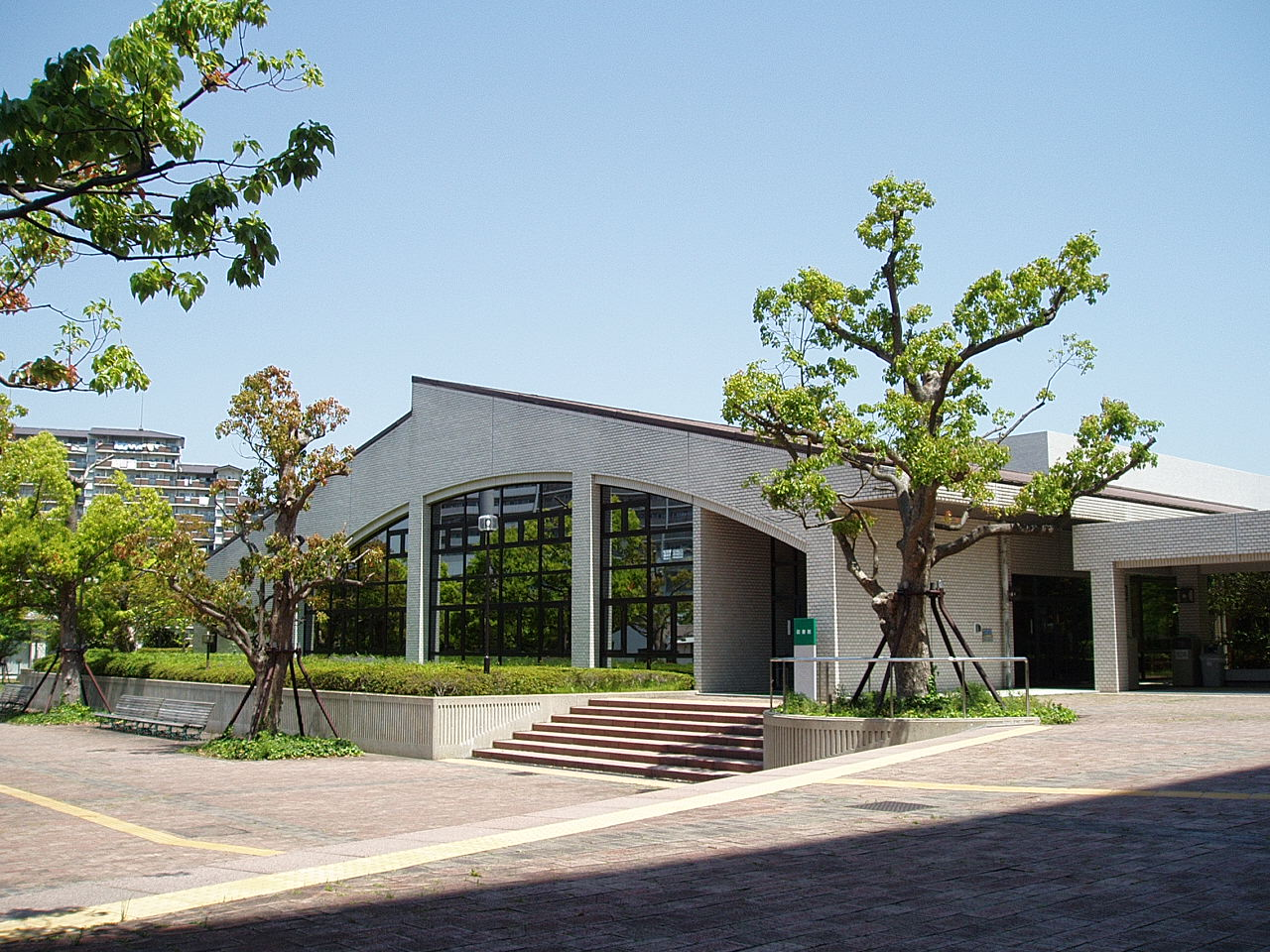
Universitätsbibliothek (2008)

Die Städtische Fremdsprachenuniversität Kōbe (jap. 神戸市外国語大学, Kōbe-shi gaikokugo daigaku, wörtlich „Fremdsprachenuniversität der Stadt Kōbe“; engl. Kobe City University of Foreign Studies, kurz: KCUFS) ist eine städtische Universität in Kōbe in der Präfektur Hyōgo (Japan).
Die Universität wurde 1946 als Städtische Auslandswissenschaftliche Fachschule Kōbe (神戸市立外事専門学校, Kōbe-shiritsu gaiji semmon gakkō) gegründet (Abteilungen: Englisch, Russisch und Chinesisch). 1949 entwickelte sie sich zur 4-jährigen Städtischen Fremdsprachenuniversität Kōbe. 1986 zog sie in den heutigen Campus.

## Fakultäten
- Fakultät für Fremdsprachen
  - Abteilung für Englisch (Tages- und Abendkurse)
  - Abteilung für Russisch
  - Abteilung für Chinesisch
  - Abteilung für Spanisch
  - Abteilung für Internationale Beziehungen